# タス通信

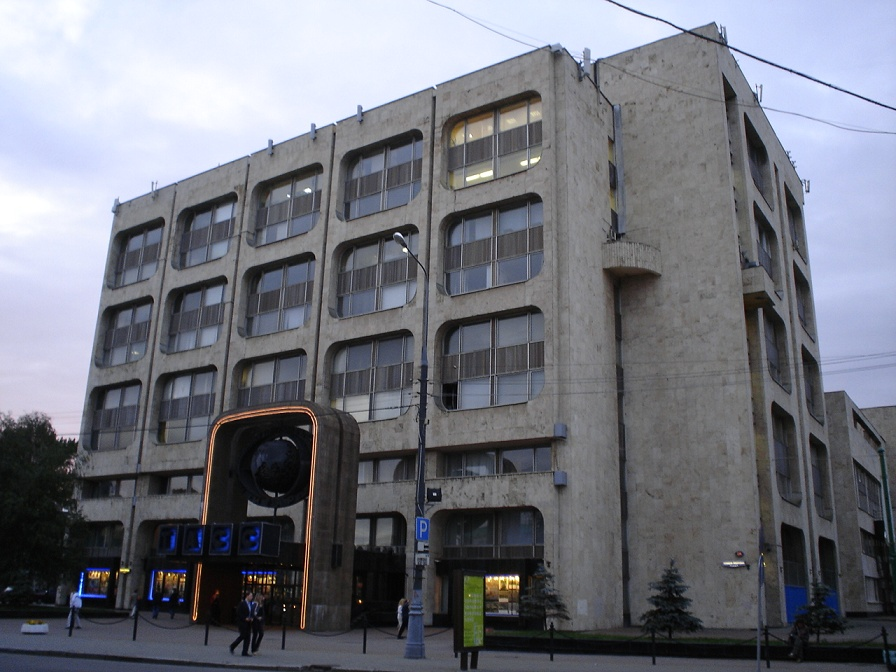
タス通信本社

タス通信（タスつうしん、ロシア語: ТАСС、英: TASS）は、ロシアの国営通信社である。モスクワに本社を置き、世界54か国に59の支局を持つ。

## 概要
帝政ロシア時代の1902年に設立された通商通信局（Торгово-телеграфное агентство）を前身とする。
1904年にサンクトペテルブルク通信社となり、幾度かの改名・改組を経た。ソビエト連邦の成立後、1925年に社名をタス（ТАСС、Телеграфное Агентство Советского Союза = ソビエト連邦通信社）に変更した。
ソ連崩壊に伴い1992年に社名をイタルタス（ИТАР-ТАСС）へ変更したが、2014年に社名をタス（ТАСС）へと再度変更した。

## 歴史

### 帝政時代
ロシアで初めての公式広報機関となったのはサンクト・ペテルブルク通信局（СПТА：SPTA）であり、1904年9月1日から活動を始めた。その機関は、外務省、内務省及び金融省の３省の庇護の下、通商通信局（ТТА：1903-1904）を基礎として創設された。SPTAは金融省の管轄下にあった。配信情報は「帝国内及び国外の政治、金融、経済、貿易及び社会的利益を有する情報」であった。初代指導者となったのは、ロシア帝国の有名な政治家でTTAの元局長パヴェル・ミーレル（Павел Миллер）。
通信局創立の際に、創立者らはSPTAの国営銀行口座に9775ルーブル33コペイカを振込み、12年の試用期間を設けた。一年目の国家の支出は4万9千ルーブルであった。1916年までにロシア皇帝ニコライ2世へ個人的に冬宮に送られる電報代が同額となっている。
通信社は24時間活動を行い、職員は宮廷や法廷、政治記録者、法廷記録や事件部記者など9名の記者を含め70名余り。情報提供先は1917年までに600余りとなり、受領先での検閲無しで一日1000文字以下のニュースが配信されていた。1906年には冬宮にSPTAの配信受け取りの為の機械が設置された。
1909年には、ロシア政府のピョートル・ストルィピン首相の提案により、同通信局を金融省から大臣会議の管轄に移行する新たな規定が作成された。1914年8月19日に、通信社は所在地の都市名変更により、ペトログラート通信局（ロシア語: ПТА：PTA）と改名された。

### 10月革命後
1917年10月25日（新暦：11月7日）、PTA通信局は軍事革命委員会のレオニート・スタルク政治将校が率いるバルチック水兵部隊により占拠され、そこから全世界の通信社や新聞社に革命状況に関する情報を時を移さず発信した。
1917年12月1日には、ロシア・ソヴィエト連邦社会主義共和国政治委員会のウラジーミル・レーニン委員長の署名により、PTAは政治委員会配下の中央情報機関とされた。PTAの初代政治委員にはレオニート・スタルクが指名された。
1918年3月には、通信局は政府と共にモスクワに移動。9月7日に、全ロシア中央執行委員会幹部会でPTAと全ロシア中央執行委員会印刷局との統合の決定が行われ、新名称を全ロシア中央執行委員会ロシア通信局（ロシア語: РОСТА：ROSTA）とする決定が採択された。新聞では新名称制定前の1918年9月4日にはROSTAの名称が使われている。
1919年までにROSTAは、ロシア領内に42か所の特派員事務所、海外ではベルリン、テヘラン、ブダペスト、ウィーン、ストックホルムお及びオスロでROSTA支局が活動を行っていた。
軍事干渉及びロシア内戦干渉時には、マヤコフスキーなどの若い世代の芸術家が参加し、一連の風刺プラカードなどを発行していた。
1920年11月からROSTA通信局はロシア・ソヴィエト連邦社会主義共和国啓蒙委員会配下の中央政治啓蒙機関に入ったが、1922年9月7日にはロシア・ソヴィエト連邦共和国全地域の中央情報機関として全ロシア中央執行委員会の配下に戻った。この時期には、ROSTAにはロシア・ソヴィエト連邦共和国だけで、477か所の特派員事務所があった。1925年7月10日の中央執行委員会及び人民委員会会議の決定により、全連邦中央情報機関であるソヴィエト社会主義連邦共和国通信局（ロシア語: Телеграфное агентство Союза ССР）が創設された。

### ソ連時代
TASSは、国内で682か所の特派員事務所、海外で94か所の支局があり世界でも屈指の特派員網を持っていた。同通信局はラジオやテレビ、さらに64か国語で発行されるソ連の新聞4000社への情報提供を行っていた。それらの発行数は1億9000万部を超えていた。
TASSの情報や映像などは、1000社を超える国内外の通信社や新聞、週刊誌、テレビやラジオ局などが受け取っていた。国内外の通信局がTASSの配信を受け、それを配信していたことを考慮に入れると、TASSの情報は世界各地の8200もの新聞社で毎日、何らかの形で表れていたことになる。
TASSには、РАТАУ：RATAU（ウクライナ：現Ukrinform）БелТА：BelTA（ベラルーシ) УзТАГ：UzTAG（ウズベキスタン：現UZA）КазТАГ：KazTAG（カザフスタン）Грузинформ ：Gruzinform （グルジア）Арменпресс：Armenpress（アルメニア）などの連邦共和国の通信社が所属していた。
1934年3月30日に初めて「…と宣言する権限をTASSは有する」との表現が使用された。プラウダ紙とイズヴェスチヤ紙が一面でパリでソ連の諜報員が拘束されたとの情報を否定した発表である。その後、その表現からソ連邦政府の公式情報や表明、反論が始まることになった。
略語であるTASSはモスクワの公式の声として認識された。1975年、通信社はレーニン勲章の次に重要な10月革命勲章を授与された。

## 沿革
- 1902年 - 政府所管の通商通信局として業務を開始
- 1904年 - サンクトペテルブルク通信社へ改称
- 1914年 - ペトログラード通信社へ改称
- 1918年 - モスクワへ移転、改組によりロシア通信社（英語版）(РОСТА、ロスタ通信社)設立[11][12]
- 1925年 - ソビエト連邦通信社（タス）設立[3]
- 1992年 - ロシア情報通信社（イタルタス）へ改称
- 2014年 - タスへ改称
- 2019年 - 中国の新華社と共同開発したロシア初のAIニュースキャスターを発表[13]。

## 批判
特に2022年ロシアのウクライナ侵攻発生以降、同社はロシア政府によるメディア統制の影響下にあることが指摘されている。そのため、2022年2月27日には欧州通信社連盟から会員資格を停止されたほか、同年3月24日にはロイターが「ロイターコネクト」からタス通信のコンテンツを削除したことを明らかにした。
2022年2月の開戦直後、タス通信は「ウクライナ兵がロシア領内に侵入」として、ウクライナ軍の車両がロシア軍によって破壊されたニュースを報じた。しかし、ベリングキャットは、この車両はウクライナ軍では運用されていないBTR-70Mであり、この報道がロシアによる偽旗作戦の可能性があると指摘している。